# Csacska angyal

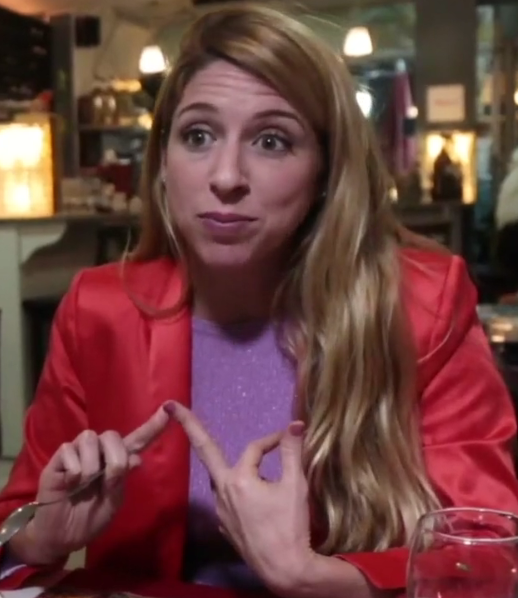
Florencia Bertotti

A Csacska angyal (eredeti címén Floricienta) 2004 és 2005 között vetített argentin telenovella, amelyet Cris Morena alkotott. A főbb szerepekben Florencia Bertotti, Juan Gil Navarro, Fabio Di Tomaso, Benjamín Rojas és Isabel Macedo látható.
Az első rész premierje hazájában 2004. március 15-én volt. Magyarországon az első évadját 2005. február 1-jétől kezdte el sugározni az RTL Klub tévécsatorna, majd egy évvel később leadta a második szériát is.
A telenovella gyerekeknek, illetve tinédzsereknek íródott, és a Hamupipőke című mese modern változatának tekinthető. A Floricienta az említett tündérmese spanyol nevének (Cenicienta) és Florencia becézésének (Flori) szójátékából ered. A telenovella érdekessége, hogy helyenként szitkom-os elemeket tartalmaz. A főhős valódi édesapja egy gazdag, befolyásos ember, aki azonban meghal, de ügyvédjét utasítja arra, hogy keresse meg egykori nagy szerelmétől, Margarita Valentétől született lányát, hogy ő is részesedjen az örökségből. Flornak ily módon mostohaanyjával, Malalával, és két féltestvérével kell osztoznia apja vagyonán.
A sorozat mellett a készítők kiadtak egy zenei albumot (Floricienta y su banda - Floricienta és bandája), mely a filmben elhangzott betétdalokat tartalmazza. Ezenkívül az alkotók elkészítették a telenovella színpadi változatát, melyet a világ számos táján bemutattak. A CD Magyarországon is kapható, de a színpadi előadást nem láthattuk még itthon.
A sorozat annyira népszerű lett, hogy a tervezett szezon mellett egy új évadot is forgattak. A második széria szorosan kapcsolódik az elsőhöz, de külön is megállja a helyét. Az első évadban 175 epizód készült, a másodikban 186. Ehhez szintén készült zenei anyag.

## Történet
Florencia, egy ártatlan és fiatal lány, akit mindenki szeret s tisztel. Egyedül él egy panzióban, s zöldségkihordással tartja el magát. Az a vágya, hogy híres énekesnő legyen. A barátai egy zenekarban játszanak, de Flornak már nem jutott hely. Általában ő viszi számukra a ruhákat is, ezért meglátogatja őket. A zenekar menedzsere fellépési lehetőséget szerez nekik, ám Flor összeveszik az énekesnővel, aki emiatt viharosan távozik. Ezek után Flor kerül a helyére, s a koncert is nagyon sikeresen alakul. A Fritzenwalden családban, Federico, a legidősebb testvér éppen külföldi úton van, s a gyerekeknek sikerül megszabadulni a nevelőnőtől is. Bulit szerveznek, s zenekarként Florékat hívják meg. A banda ott is nagy sikert arat. A buli fokozása érdekében, bekapcsolják a habgépet, ám az hatalmas habot kavar, s szinte ki kell menekülni a teremből. Ám, Flor észreveszi, hogy a Fritzenwalden család legkisebb tagja, a kis Thomas bent rekedt a habok alatt, s kimenti őt. Mikor épp el akar menni, megérkezik Federico, leteremti Flort, és eltiltja őt a testvéreitől. Egy nap Thomas meghallja, hogy Federico azt tervezi, hogy intézetbe küldi a testvéreit. Emiatt Thomas elszökik, s Flor biciklijén és lakásában talál menedéket. Rájön, hogy Flornak anyagi gondjai vannak, ezért összeragaszt egy váltságdíj kérő levelet, elviszi hozzájuk, majd visszamegy Florhoz. Ám, lebukik, s össze-vissza hazudik Flornak. A lány nagyon megszereti a kisfiút. Federico, a tv-ben felad egy hirdetést, amit meglát az egyik gonosz szomszéd, s kihívja a rendőrséget. Flort és nénikéjét Titinát börtönbe zárják. Kénytelenek egy éjszakát a börtönben eltölteni, mire Thomas elmondja az igazat. Ekkor kiszabadulnak. Ám Flort kirúgják a munkahelyéről és a panzióból is. Ezek után, Federico felveszi őt a házba a gyerekek nevelőnőjének. A dolog nagyon jól beválik, mivel Flor igazán ért a gyerekekhez. Martinnak idegi problémái vannak, nem igazán tudta feldolgozni a szülei halálát, ráadásul asztmás is, s mindene a tanulás, és nincsenek barátai. A kis Thomasnak igazából csak a magatartásával vannak problémái. Maia, egy nagy kamasz, aki mindig rossz fiúkba szeret bele. Nem is veszi észre, hogy az igazi Facha (a zenekar egyik tagja), s nem meri felvállalni az érzelmeit. Franco, egy igazi macsó, aki imádja a nőket és a teniszt. Federiconak is megvannak a maga gondjai. A szülei halála óta rászakadt a vállalat, a gyerekek felnevelése. Ráadásul nem repülhet, pedig ez lenne élete vágya. Nos, ezek után nem csoda, ha Flornak sok dolga lesz a házban. Ám munkáját nehezíti Federico kedvese Delfina és annak anyja Malala, akik mindent megtennének annak érdekében, hogy a lányt kiutálják a házból...

## Főszereplők
| Színész                 | Szerep                                                              | Magyar hang          |
| ----------------------- | ------------------------------------------------------------------- | -------------------- |
| Florencia Bertotti      | Florencia Fazzarino Santillan Valente                               | Mezei Kitty          |
| Juan Manuel Gil Navarro | Federico Fritzenwalden                                              | Láng Balázs          |
| Fabio Di Tomaso         | Máximo Augusto "El Conde" Calderón de la Hoya                       | Csík Csaba Krisztián |
| Benjamín Rojas          | Franco Fritzenwalden / Franco Calderón Guerrero                     | Moser Károly         |
| Isabel Macedo           | Delfina Santillán Torres Oviedo / Rosa "Rosi" Violeta Torres Oviedo | Kerekes Andrea       |
| Graciela Stefani        | María Laura "Malala" Torres Oviedo viuda de Santillán               | Kocsis Mariann       |
| Esteban Prol            | Lorenzo "Lolo" Mónaco                                               | Juhász Zoltán        |
| Henny Trayles           | Greta Van Beethoven                                                 | Illyés Mari          |
| Stéfano De Gregorio     | Tomás Fritzenwalden                                                 | Jelinek Márk         |
| Lali Espósito           | Roberta Espinosa                                                    | Talmács Márta        |
| Nicolas Maiques         | Nicolás Fritzenwalden / Lautaro Suárez / Lautaro Fritzenwalden      | Előd Botond          |
| Agustín Sierra          | Martin Fritzenwalden                                                | Szalay Csongor       |
| Paola Sallustro         | Maia Fritzenwalden                                                  | Molnár Ilona         |
| Diego Child             | Danilo 'Facha'                                                      | Markovics Tamás      |
| Diego Mesaglió          | Damián "Bata" Medina Ramos                                          | Varga Rókus          |
| Angeles Balbiani        | Sofía Santillán Torres Oviedo                                       | Braun Rita           |
| Esteban Pérez           | Matías "Matute" Ripamonti"                                          | Tóth Roland          |
| Zulma Faiad             | Theresa "Titina" Ramos                                              | Andresz Kati         |
| Laura Azcurra           | Amelia viuda de Fritzenwalden                                       | Zsigmond Tamara      |
| Mariana Seligmann       | Clara Alcántara                                                     | Kapu Hajni           |
| Micaela Vásquez         | Renata (Nata)                                                       | Szabó Gertrúd        |
| Hilda Bernard           | Nilda viuda de Santillán                                            | Kassai Ilona         |
| Alberto Anchart         | Antóine                                                             | Várday Zoltán        |
| China Suárez            | Paz Alcántara                                                       | Mánya Zsófi          |
| Maida Andrenacci        | Valentina Esquivel                                                  | Bogdányi Titanilla   |
| Brenda Gandini          | Olivia Fritzenwalden                                                | Vadász Bea           |
| Mirta Wons              | María Betina "Beba" Torres Oviedo.                                  | Náray Erika          |
| Esmeralda Mitre         | Lucía Warner                                                        | Roatis Andrea        |
| Guido Kaczka            | Alejandro "Ale"                                                     | Joó Gábor            |
| Christian Sancho        | Gonzalo "Gonza"                                                     | Vári Attila          |
| Verónica Pelaccini      | Mercedes                                                            | Csampisz Ildikó      |
| Antonio Caride          | Raúl Medina                                                         | Balázsi Gyula        |

## Érdekességek
A sorozat zenéivel összesen 7 CD-t jelentettek meg, melyek kivétel nélkül nagy példányszámban keltek el. A két évad főcímdalát, illetve a legtöbb betétdalt is maga a főszereplő, Florencia Bertotti énekli. Az elsőként megjelent CD-t, melynek címe Floricienta y su banda, 2005-ben Latin Grammy-díjra jelölték.
DVD-n nemcsak a sikeres sorozat első és második évada jelent meg, hanem mindkét évad színházi verziójának egy-egy felvétele is.

## CD-k
- Floricienta y su banda 2004
- Floricienta y su banda karaoke 2004
- Floricienta 2005
- Floricienta karaoke 2005
- Floricienta princesa de la terraza 2006
- Floricienta especial navidad 2007
- Floricienta Grandes Éxitos 2007